# Fabule
Fabule (z latinského fabula – vyprávění, bajka) je příhoda, o které se vypravuje v literárním díle, jeho souhrn událostí nebo dějový půdorys. Fabuli si čtenář sestavuje až dodatečně po přečtení díla a v jeho vědomí se vytváří protiklad mezi fabulí a syžetem.
- přirozená řada událostí, popř. jednotlivá příhoda, která je jakožto materiál realizována v epickém díle prostřednictvím syžetu
- rozvedení námětu do podrobnosti
- modifikace
  - fabule jednoduchá – vyskytuje se ve folklórních žánrech (pověst, pohádka, balada, anekdota)
  - fabule rozvětvená – velké epické žánry (románová kronika, epos, moderní sága)

Odtud také fabulace, vyprávění smyšlených, fantazijních příběhů, někdy spojené s přesvědčením, že se skutečně staly. Pojem se užívá také v psychiatrii.